# Дризен, Александр Фёдорович
Барон Александр Фёдорович Дризен (нем. Alexander Freiherr von Driesen; 16 (28) августа 1824 — 28 октября (9 ноября) 1892) — русский генерал от кавалерии, участник Русско-турецкой войны 1877—1878 гг.

## Биография
Родился 16 (28) августа 1824 года, сын героя Бородинского сражения генерала Фёдора Васильевича Дризена. Лютеранин.
Воспитывался в школе гвардейских подпрапорщиков, по окончании которой 2 августа 1843 г. произведён в первый офицерский чин и поступил в лейб-гвардии Кирасирский Его Величества полк корнетом.
Участвовал в подавлении Венгерского восстания (1849) и Крымской войне (1854).
В 1859 г. Дризен был назначен командиром дивизиона Кирасирского полка, а в 1861 г. — флигель-адъютантом и командиром 5-го уланского Литовского полка, с которым принял участие в подавлении Польского восстания 1863 г. 27 марта 1866 г. был произведён в генерал-майоры, с 1868 г. командовал лейб-гвардии Кирасирским Его Величества полком, в 1873 г. назначен командиром 2-й бригады 1-й гвардейской кавалерийской дивизии и с 1875 г. командовал 12-й кавалерийской дивизией, 30 августа 1876 г. произведён в генерал-лейтенанты, в 1878 году — в генерал-адъютанты.

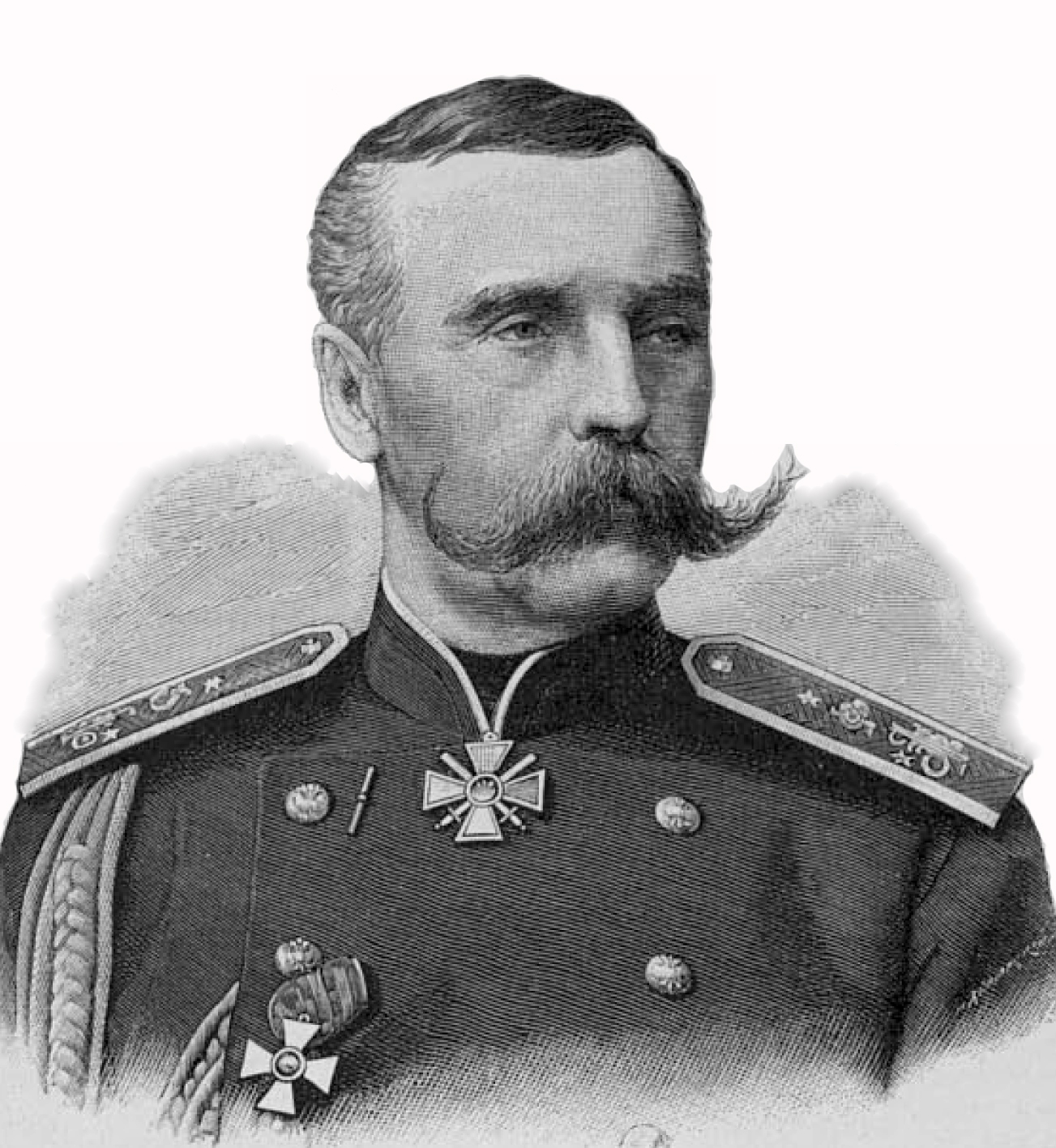
А. Ф. Дризен в 1880-х годах

С началом в 1877 г. русско-турецкой войны Дризен в числе первых форсировал Дунай, за что был награждён орденом св. Владимира 2-й степени с мечами, и затем особо отличился в августовских боях, за которые был 6 октября 1877 г. награждён орденом св. Георгия 4-й степени
В воздаяние за храбрость и распорядительность, оказанные в деле против Турок при отбитии, 24 Августа 1877 года, атаки на Аблаву
Также Дризен был в 1878 г. награждён золотой саблей с бриллиантами и надписью «За храбрость».
По окончании войны с турками командовал 2-м армейским корпусом. 30 августа 1890 года был произведён в генералы от кавалерии.
Среди прочих наград Дризен имел ордена св. Станислава 1-й степени (1872 г.), св. Анны 1-й степени (1874 г.), Белого Орла (1882 г.) и ряд иностранных орденов.
Умер 28 октября (9 ноября) 1892 года «от паралича сердца» во время смотра войск в Мариямполе. Похоронен на лютеранском участке Казанского кладбища в Царском Селе.

## Военные чины и свитские звания
- Корнет (02.08.1843)[2]
- Поручик (06.12.1844)
- Штабс-ротмистр (04.12.1847)
- Ротмистр (06.12.1853)
- Полковник (08.09.1859)
- Флигель-адъютант (1861)
- Генерал-майор Свиты (27.03.1866)
- Генерал-лейтенант (30.08.1876)
- Генерал-адъютант (1878)
- Генерал от кавалерии (30.08.1890)

## Награды
российские:
- Орден Святой Анны 3-й ст. (1856).
- Орден Святого Станислава 2-й ст. (1857).
- Императорская корона к ордену Святого Станислава 2-й ст. (1860).
- Орден Святой Анны 2-й ст. (1863).
- Орден Святого Владимира 4-й ст. (1864).
- Орден Святого Владимира 3-й ст. (1870).
- Орден Святого Станислава 1-й ст. (1872).
- Орден Святой Анны 1=й ст. (1874).
- Орден Святого Владимира 2-й ст. с мечами (1877).
- Орден Святого Георгия 4-й ст. (1877).
- Золотая сабля «За храбрость» украшенная бриллиантами (1878).
- Орден Белого Орла (1882).
- Орден Святого Александра Невского (1886).
- Знак отличия за XL лет беспорочной службы (1886).

иностранные:
- Прусский Орден Короны 2 ст. (1863).
- Прусский Орден Красного Орла 2 ст. со звездой (1873).
- Австрийский Орден Франца Иосифа большой крест (1874).
- Шведский Орден Святого Олафа 1 ст. (1875).
- Итальянский Орден Святых Маврикия и Лазаря большой крест (1879).
- Румынский Орден Короны 1 ст. (1883).

## Семья
Брат — Николай Федорович фон дер Остен-Дризен (1836—1911), генерал от инфантерии
Жена — Ядвига (Шарлотта) Карловна Штрандман (1829—1885), фрейлина двора (с 1847), внучка сибирского генерал-губернатора Г. Штрандмана; дочь генерал-майора К. Г. Штрандмана и его жены Люции. 
Как и её сестры Люция Карловна Нарышкина и Елена Карловна Толь, Ядвига Карловна по красоте своей была украшением двора. Но уже 1848 году видевший её в Павловске граф П. Х Граббе «удивился перемене в ней в такое короткое время. Прежние перлы кругом иззубрены и подточены. Прекрасное лицо её подтянуто, и как будто наметились места будущих морщин. Прекрасная другая из её сестер и займет её место в букете красавиц двора и общества. Скоро истирает и обрывает Петербург молодость и красоту в утомительном своем вихре».
Дети и внуки:
- Николай Александрович (17.07.1850 — 03.04.1898)
- Александр Александрович (06.08.1852 — 18.07.1907), выпускник Пажеского корпуса, полковник, с 1904 года генерал-майор. Был женат на Екатерине Константиновне фон Штрандтман (1856—1894), которая приходилась ему двоюродной сестрой (дочерью родного брата его матери — Константина Карловича фон Штрандмана).  
  - Внучка — Марии Александровна фон дер Остен-Дризен[4] (1887—1968, Франция) вышла замуж за А.В.Развозова, последнего командующего Балтфлотом добольшевистского периода.
  - Внук — Георгий Александрович фон дер Остен-Дризен (1890—1985, Лондон), участник Первой мировой войны[5].
  - Внук — Александр Александрович фон дер Остен-Дризен-младший (1892—1914), окончил Пажеский корпус, погиб на фронте в Первую мировую войну[6].
- Изабелла (Евгения) Александровна (03.05.1857 —1917). Замужем за князем Сергеем Алексеевичем Кропоткиным (1853–1931, Франция), сыном А.И.Кропоткина. 17 июля 1892 года крестилась в православие в Успенской церкви, села Насилово, Пронского уезда, Рязанской губернии. Здесь находились Княжьи выселки, собственность князей Кропоткиных.
- Екатерина Александровна (27.06.1853 — 22.03.1880), замужем за И. С. Мальцовым.